# Tornvillan

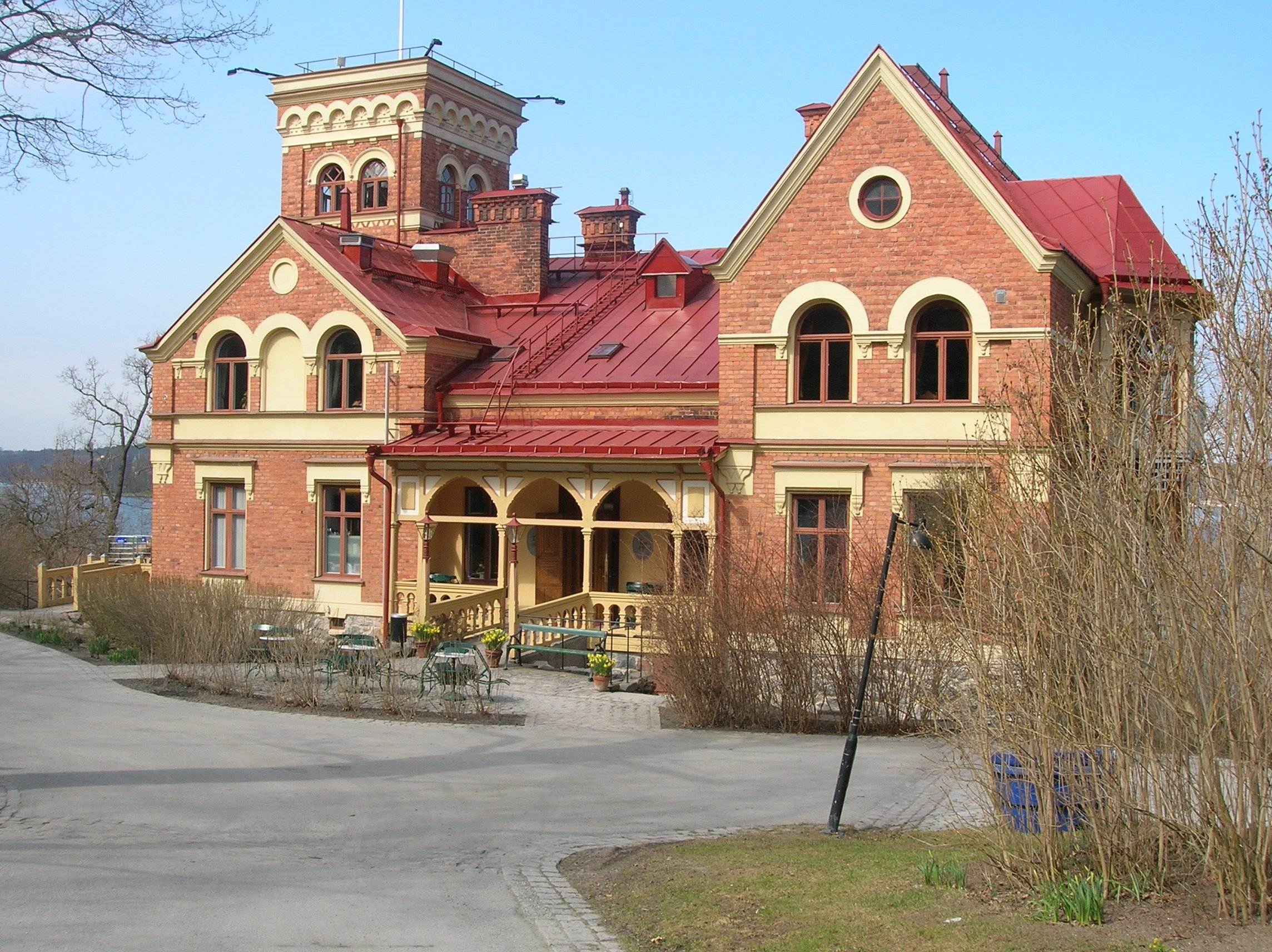
Tornvillan

Tornvillan är en byggnad i Nacka Strand med anor från 1889. Tornvillan är numera en konferens- och festvåning ägd av Nobiskoncernen.

## Historia
Byggmästare Erik Fredlundh gjorde sig en förmögenhet på byggnationerna kring Valhallavägen och byggde Tornvillan som sommarnöje 1889, varefter han hyrde ut den till stockholmsfamiljer som Hirsch, Knochenhauser. Även WWH Thomas, den amerikanske ministern i Sverige, bodde en period i villan. 
Grosshandlare Ekström blev ny ägare i början av 1900-talet och samtidigt inleddes industriepoken i Nacka Strand med J.V. Svensons Automobilfabrik. För att hysa de anställda i fabriken och senare Gunnar V Philipsons importhamn byggdes Tornvillan så småningom om till lägenheter. Därefter fick huset förfalla men totalrenoverades i mitten av 90-talet.